# Alèstids

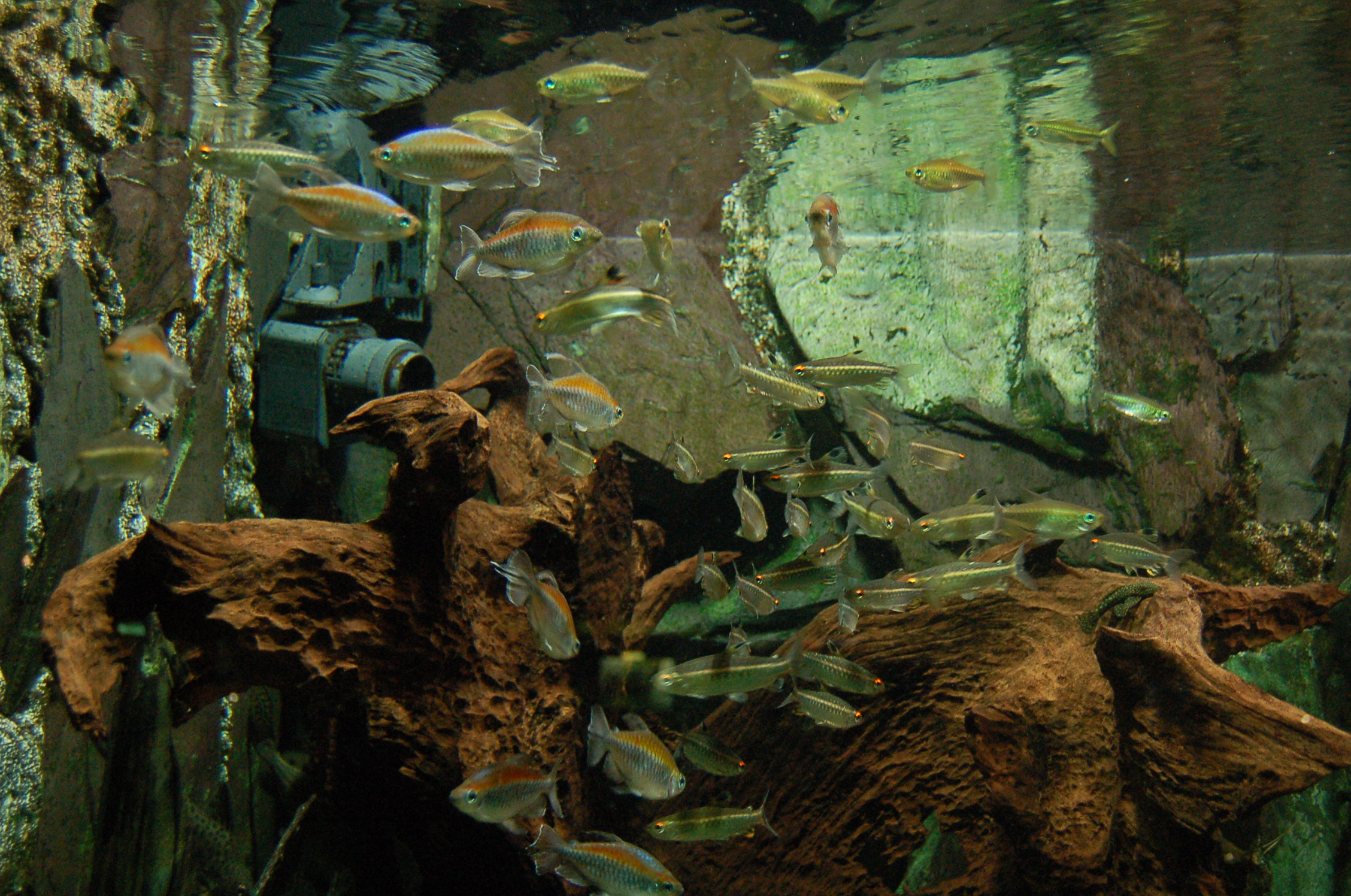
Phenacogrammus interruptus

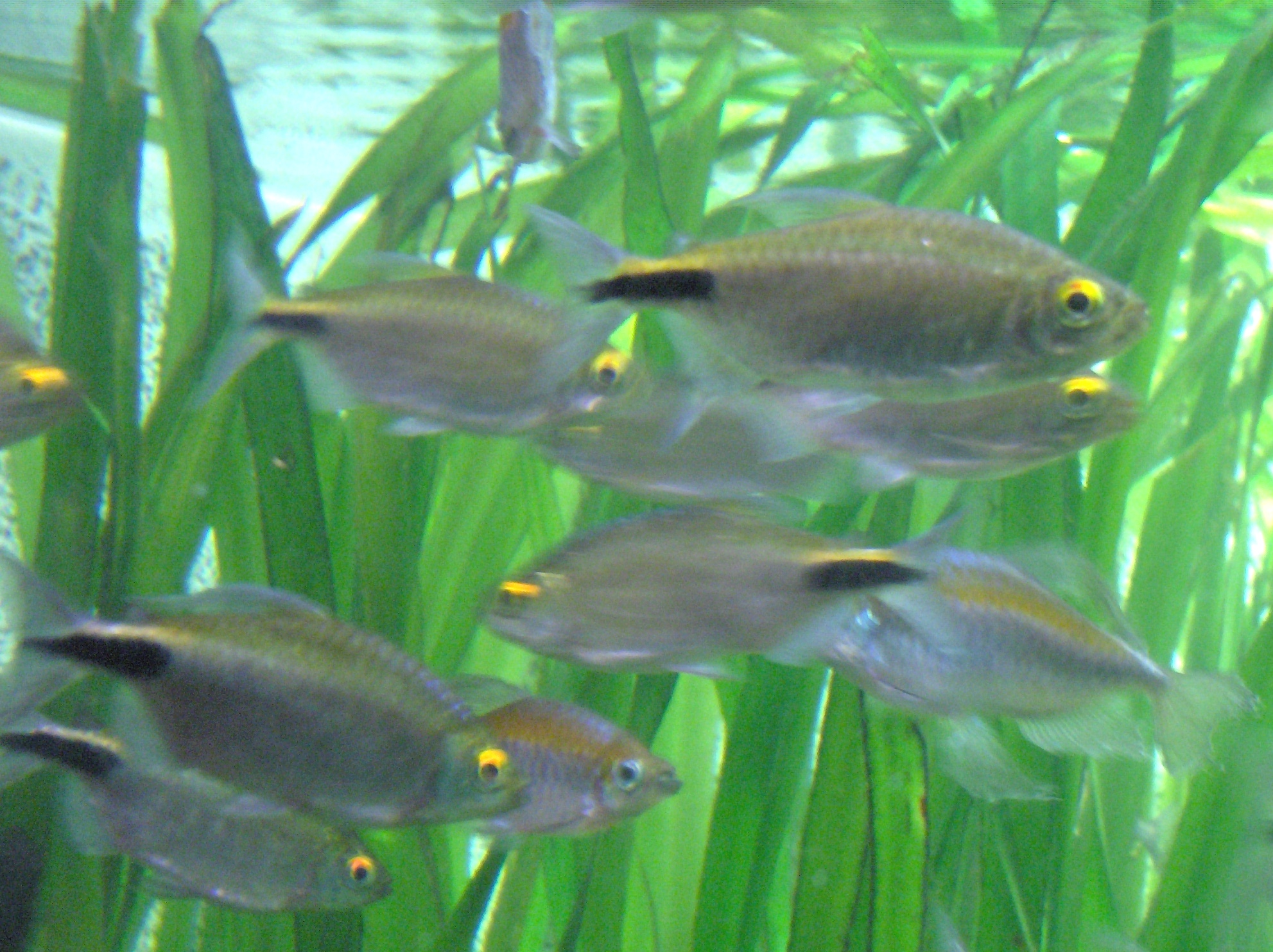
Brycinus longipinnis

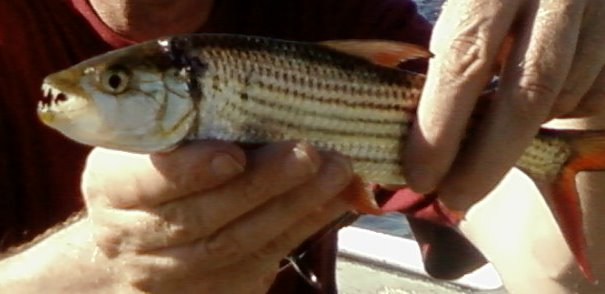
Hydrocynus vittatus

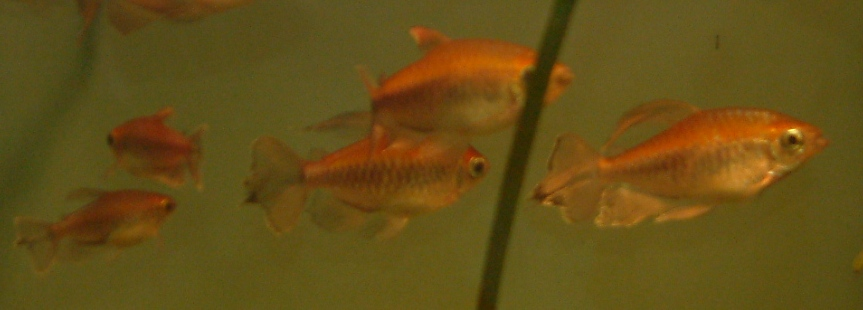
Phenacogrammus interruptus

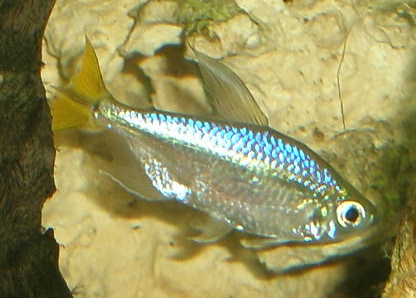
Alestopetersius caudalis

Els alèstids (Alestidae) són una família de peixos teleostis d'aigua dolça de l'ordre dels caraciformes.

## Distribució geogràfica
Es troba a Àfrica.

## Gèneres i espècies
- Alestes  (Müller & Troschel, 1844)[2]
  - Alestes ansorgii  (Boulenger, 1910)
  - Alestes baremoze  (Joannis, 1835)
  - Alestes bartoni  (Nichols & La Monte, 1953)
  - Alestes batesii  (Boulenger, 1903)
  - Alestes bimaculatus  (Boulenger, 1899)
  - Alestes bouboni  (Roman, 1973)
  - Alestes carmesinus  (Nichols & Griscom, 1917)
  - Alestes comptus  (Roberts & Stewart, 1976)
  - Alestes dentex  (Linnaeus, 1758)
  - Alestes grandisquamis  (Boulenger, 1899)
  - Alestes humilis  (Boulenger, 1905)
  - Alestes inferus  (Stiassny, Schelly & Mamonekene, 2009)
  - Alestes liebrechtsii  (Boulenger, 1898)
  - Alestes macrophthalmus  (Günther, 1867)
  - Alestes peringueyi  (Boulenger, 1923)
  - Alestes schoutedeni  (Boulenger, 1912)
  - Alestes stuhlmannii  (Pfeffer, 1896)
  - Alestes taeniurus  (Günther, 1867)
  - Alestes tessmanni  (Pappenheim, 1911)
  - Alestes tholloni  (Pellegrin, 1901)
- Alestopetersius  (Hoedeman, 1951)[3]
  - Alestopetersius brichardi  (Poll, 1967)
  - Alestopetersius caudalis  (Boulenger, 1899)
  - Alestopetersius compressus  (Poll & Gosse, 1963)
  - Alestopetersius hilgendorfi  (Boulenger, 1899)
  - Alestopetersius leopoldianus  (Boulenger, 1899)
  - Alestopetersius nigropterus  (Poll, 1967)
  - Alestopetersius smykalai  (Poll, 1967)
- Arnoldichthys  (Myers, 1926)[4]
  - Arnoldichthys spilopterus  (Boulenger, 1909)
- Bathyaethiops  (Fowler, 1949)[5]
  - Bathyaethiops breuseghemi  (Poll, 1945)
  - Bathyaethiops caudomaculatus  (Pellegrin, 1925)
  - Bathyaethiops greeni  (Fowler, 1949)
- Brachypetersius  (Hoedeman, 1956)[6]
  - Brachypetersius cadwaladeri  (Fowler, 1930)
  - Brachypetersius huloti  (Poll, 1954)
  - Brachypetersius notospilus  (Pellegrin, 1930)
  - Brachypetersius pseudonummifer  (Poll, 1967)
- Brycinus  (Valenciennes, 1850)[7]
  - Brycinus abeli  (Fowler, 1936)
  - Brycinus affinis  (Günther, 1894)
  - Brycinus bahrsarae  (Fowler, 1949)
  - Brycinus bimaculatus (Boulenger, 1899)
  - Brycinus brevis  (Boulenger, 1903)
  - Brycinus carmesinus (Nichols & Griscom, 1917)
  - Brycinus carolinae  (Paugy & Lévêque, 1981)
  - Brycinus derhami  (Géry & Mahnert, 1977)
  - Brycinus ferox  (Hopson & Hopson, 1982)
  - Brycinus fwaensis  (Géry, 1995)
  - Brycinus grandisquamis (Boulenger, 1899)
  - Brycinus imberi  (Peters, 1852)
  - Brycinus intermedius  (Boulenger, 1903)
  - Brycinus jacksonii  (Boulenger, 1912)
  - Brycinus kingsleyae  (Günther, 1896)
  - Brycinus lateralis  (Boulenger, 1900)
  - Brycinus leuciscus  (Günther, 1867)
  - Brycinus longipinnis  (Günther, 1864)
  - Brycinus luteus  (Roman, 1966)
  - Brycinus macrolepidotus  (Valenciennes, 1850)
  - Brycinus minutus  (Hopson & Hopson, 1982)
  - Brycinus nigricauda  (Thys van den Audenaerde, 1974)
  - Brycinus nurse  (Rüppell, 1832)
  - Brycinus opisthotaenia  (Boulenger, 1903)
  - Brycinus poptae  (Pellegrin, 1906)
  - Brycinus rhodopleura  (Boulenger, 1906)
  - Brycinus sadleri  (Boulenger, 1906)
  - Brycinus tholloni (Pellegrin, 1901)
- Bryconaethiops  (Günther, 1873)[8]
  - Bryconaethiops boulengeri  (Pellegrin, 1900)
  - Bryconaethiops macrops (Boulenger, 1920)
  - Bryconaethiops microstoma  (Günther, 1873)
  - Bryconaethiops quinquesquamae  (Teugels & Thys van den Audenaerde, 1990)
- Clupeocharax  (Pellegrin, 1926)[9]
  - Clupeocharax schoutedeni  (Pellegrin, 1926)
- Duboisialestes  (Poll, 1967)[10]
  - Duboisialestes bifasciatus  (Poll, 1967)
  - Duboisialestes tumbensis  (Hoedeman, 1951)
- Hemigrammopetersius  (Pellegrin, 1926)[9]
  - Hemigrammopetersius barnardi  (Herre, 1936)
  - Hemigrammopetersius pulcher  (Boulenger, 1909)
- Hydrocynus  (Cuvier, 1816)[11]
  - Hydrocynus brevis (Günther, 1864)
  - Hydrocynus forskahlii  (Cuvier, 1819)
  - Hydrocynus goliath  (Boulenger, 1898)
  - Hydrocynus somonorum  (Daget, 1954)
  - Hydrocynus tanzaniae  (Brewster, 1986)
  - Hydrocynus vittatus  (Castelnau, 1861)
- Ladigesia  (Géry, 1968)[12]
  - Ladigesia roloffi  (Géry, 1968)
- Lepidarchus  (Roberts, 1966)[13]
  - Lepidarchus adonis  (Roberts, 1966)
- Micralestes  (Boulenger, 1899)[14]
  - Micralestes acutidens  (Peters, 1852)
  - Micralestes ambiguus  (Géry, 1995)
  - Micralestes argyrotaenia  (Trewavas, 1936)
  - Micralestes comoensis  (Poll & Roman, 1967)
  - Micralestes congicus  (Poll, 1967)
  - Micralestes eburneensis  (Daget, 1965)
  - Micralestes elongatus  (Daget, 1957)
  - Micralestes fodori  (Matthes, 1965)
  - Micralestes holargyreus  (Günther, 1873)
  - Micralestes humilis  (Boulenger, 1899)
  - Micralestes lualabae  (Poll, 1967)
  - Micralestes occidentalis  (Günther, 1899)
  - Micralestes pabrensis  (Roman, 1966)
  - Micralestes sardina  (Poll, 1938)
  - Micralestes schelly  (Stiassny & Mamonokene, 2007)
  - Micralestes stormsi  (Boulenger, 1902)
  - Micralestes vittatus  (Boulenger, 1917)
- Nannopetersius  (Hoedeman, 1956)[6]
  - Nannopetersius lamberti  (Poll, 1967)
  - Nannopetersius mutambuei  (Lunkayilakio & Vreven, 2008)
- Petersius  (Hilgendorf, 1894)[15]
  - Petersius conserialis  (Hilgendorf, 1894)
- Phenacogrammus  (Eigenmann a Eigenmann & Ogle, 1907)[16]
  - Phenacogrammus altus  (Boulenger, 1899)
  - Phenacogrammus ansorgii  (Boulenger, 1910)
  - Phenacogrammus aurantiacus  (Pellegrin, 1930)
  - Phenacogrammus bleheri  (Géry, 1995)
  - Phenacogrammus deheyni  (Poll, 1945)
  - Phenacogrammus gabonensis  (Poll, 1967)
  - Phenacogrammus interruptus  (Boulenger, 1899)
  - Phenacogrammus major  (Boulenger, 1903)
  - Phenacogrammus polli  (Lambert, 1961)
  - Phenacogrammus stigmatura  (Fowler, 1936)
  - Phenacogrammus taeniatus  (Géry, 1996)
  - Phenacogrammus urotaenia  (Boulenger, 1909)
- Rhabdalestes  (Hoedeman, 1951)[3]
  - Rhabdalestes aeratis  (Stiassny & Schaefer, 2005)[17]
  - Rhabdalestes brevidorsalis  (Pellegrin, 1921)
  - Rhabdalestes leleupi  (Poll, 1967)
  - Rhabdalestes maunensis  (Fowler, 1935)
  - Rhabdalestes rhodesiensis  (Ricardo-Bertram, 1943)
  - Rhabdalestes septentrionalis  (Boulenger, 1911)
  - Rhabdalestes tangensis  (Lönnberg, 1907)
  - Rhabdalestes yokai (Ibala Zamba & Vreven, 2008)[18]
- Tricuspidalestes  (Poll, 1967)[19]
  - Tricuspidalestes caeruleus  (Matthes, 1964)[20][21][22][23]